# Estońska Formuła Mondial Sezon 1988
1988 – pierwszy sezon Estońskiej Formuły Mondial. Składał się z trzech eliminacji. Mistrzem został Toomas Napa (Estonia 21.10).

## Kalendarz wyścigów
| Runda | Data        | Tor  | Pole position | Najszybsze okrążenie | Zwycięzca (kierowcy) | Zwycięzca (zespoły) |
| ----- | ----------- | ---- | ------------- | -------------------- | -------------------- | ------------------- |
| 1     | 15 maja     | Ryga | ?             | Raivo Hääl           | Toomas Napa          | DOSAAF Tallinn      |
| 2     | 24 lipca    | Ryga | ?             | Urmas Põld           | Toomas Napa          | DOSAAF Tallinn      |
| 3     | 14 sierpnia | Ryga | ?             | ?                    | Aleksandr Potiechin  | DOSAAF Moskwa       |

## Klasyfikacja kierowców
| Legenda oznaczeń w tabelach wyników Wyświetl szablon na nowej stronie | Legenda oznaczeń w tabelach wyników Wyświetl szablon na nowej stronie                                                                     |
| Oznaczenie                                                            | Wyjaśnienie |
| --------------------------------------------------------------------- | --- |
| Złoty                                                                 | Zwycięzca lub mistrzostwo |
| Srebrny                                                               | 2. miejsce lub wicemistrzostwo |
| Brązowy                                                               | 3. miejsce lub II wicemistrzostwo |
| Zielony                                                               | Ukończył, punktował (w klasyfikacji generalnej, gdy zdobył co najmniej jeden punkt na przestrzeni sezonu, poza trzema powyższymi opcjami) |
| Niebieski                                                             | Ukończył, nie punktował (w klasyfikacji generalnej, gdy nie zdobył co najmniej jednego punktu na przestrzeni sezonu)                      |
| Czerwony                                                              | Nie zakwalifikował się (NZ) |
| Czerwony                                                              | Nie prekwalifikował się (NPK) |
| Różowy                                                                | Nie ukończył (NU) |
| Różowy                                                                | Niesklasyfikowany (NS) (w klasyfikacji generalnej, gdy nie został sklasyfikowany w żadnym wyścigu sezonu)                                 |
| Czarny                                                                | Zdyskwalifikowany (DK) |
| Czarny                                                                | Wykluczony (WYK/EX) |
| Biały                                                                 | Nie wystartował (NW) |
| Biały                                                                 | Kontuzjowany (K/INJ) |
| Biały                                                                 | Wyścig odwołany (OD/C) |
| Bez koloru                                                            | Został wycofany (WYC/WD) |
| Bez koloru                                                            | Nie przybył (NP/DNA) |
| Bez koloru                                                            | Nie brał udziału w treningach (NT/DNP) |
| Bez koloru                                                            | Nie został zgłoszony (–) |
| Pogrubienie                                                           | Start z pole position |
| Kursywa                                                               | Najszybsze okrążenie wyścigu |
| †                                                                     | Nie ukończył, ale jego rezultat został zaliczony ze względu na przejechanie więcej niż 90% dystansu wyścigu.                              |
| *                                                                     | Sezon w trakcie |
| 1/2/3                                                                 | Punktowana pozycja w sprincie kwalifikacyjnym                                                                                             |
| Lista systemów punktacji Formuły 1                                    | |

| Poz.                                          | Kierowca                | Zespół            | RGA | RGA | RGA | Punkty |
| --------------------------------------------- | ----------------------- | ----------------- | --- | --- | --- | ------ |
| 1                                             | Toomas Napa             | DOSAAF Tallinn    | 1   | 1   | -   | 30     |
| 2                                             | Urmas Põld              | Kalev Tallinn     | -   | 2   | 2   | 27     |
| 3                                             | Raivo Hääl              | DOSAAF Tallinn    | 2   | NU  | 4   | 22     |
| 4                                             | Avo Soots               | DOSAAF Tallinn    | 3   | NU  | 3   | 22     |
| 5                                             | Władimir Kriwodub       | DOSAAF Tallinn    | NU  | 6   | 5   | 16     |
| 6                                             | Väino Viksi             | Kalev Harju       | 8   | NW  | -   | 6      |
| 6                                             | Georg Peets             | DOSAAF Tallinn    | -   | 10  | -   | 6      |
| NS                                            | Helmut Langerpaur       | DOSAAF Harju      | NU  | -   | -   | 0      |
| NS                                            | Mati Savolainen         | DOSAAF Tallinn    | NU  | NU  | -   | 0      |
| NS                                            | Urmas Haamer            | DOSAAF Tallinn    | -   | NU  | -   | 0      |
| Kierowcy niedopuszczeni do zdobywania punktów |                         |                   |     |     |     |        |
| NS                                            | Aleksandr Potiechin     | DOSAAF Moskwa     | -   | -   | 1   | 0      |
| NS                                            | Mikael Nordlander       | SSK               | -   | 3   | -   | 0      |
| NS                                            | Sergejs Pugačs          | DOSAAF Ryga       | 4   | NU  | -   | 0      |
| NS                                            | Bertil Sandström        |                   | -   | 4   | -   | 0      |
| NS                                            | Edgard Lindgren         | DOSAAF Moskwa     | 5   | -   | -   | 0      |
| NS                                            | Kennerth Persson        | Hässleholms MK    | -   | 5   | -   | 0      |
| NS                                            | Timur Kandelaki         | Moskwa            | 6   | -   | -   | 0      |
| NS                                            | Janis Zeps              | DOSAAF Ogre       | 7   | -   | 8   | 0      |
| NS                                            | Aleksandr Jeremiejew    | Spartak Leningrad | NU  | 7   | -   | 0      |
| NS                                            | Sergejs Mironenko       | DOSAAF Kowno      | -   | 8   | -   | 0      |
| NS                                            | Arūnas Šepetys          | Wilno             | 9   | -   | -   | 0      |
| NS                                            | Kęstutis Stanislavičius | DOSAAF Kowno      | -   | 9   | -   | 0      |
| NS                                            | Maris Liedskalninš      | DOSAAF Jurmała    | 10  | -   | -   | 0      |
| NS                                            | Piotras Černiauskas     | DOSAAF Kowno      | NU  | 11  | -   | 0      |
| NS                                            | Rimants Lapiņš          | Salaspils         | -   | 12  | -   | 0      |
| NS                                            | Christer Skaby          |                   | -   | 13  | -   | 0      |
| NS                                            | Guntars Brencāns        | Ryga              | NU  | NU  | -   | 0      |
| NS                                            | Dmitrij Lewin           | DOSAAF Moskwa     | NU  | -   | -   | 0      |
| NS                                            | Andriej Apraksin        | Kijów             | NU  | -   | -   | 0      |
| NS                                            | Andris Skreija          | DOSAAF Ryga       | NU  | NU  | NU  | 0      |
| NS                                            | Władisław Barkowski     | Spartak Moskwa    | NU  | -   | -   | 0      |
| NS                                            | Pranas Špokauskas       | DOSAAF Kowno      | -   | NU  | -   | 0      |
| NS                                            | Ivars Krūmiņš           | DOSAAF Ryga       | -   | NU  | -   | 0      |
| NS                                            | Walerij Dobroduszni     | DOSAAF Janów      | -   | NU  | -   | 0      |
| NS                                            | Aleksandr Zagradin      | DOSAAF Leningrad  | -   | NW  | -   | 0      |